# Williford
Williford is een plaats (town) in de Amerikaanse staat Arkansas, en valt bestuurlijk gezien onder Sharp County.

## Demografie
Bij de volkstelling in 2000 werd het aantal inwoners vastgesteld op 63.
In 2006 is het aantal inwoners door het United States Census Bureau geschat op 68, een stijging van 5 (7,9%).

## Geografie
Volgens het United States Census Bureau beslaat de plaats een oppervlakte van
0,9 km², geheel bestaande uit land. Williford ligt op ongeveer 157 m boven zeeniveau.

## Plaatsen in de nabije omgeving
De onderstaande figuur toont nabijgelegen plaatsen in een straal van 24 km rond Williford.